# Typhonia mylica
Typhonia mylica is een vlinder uit de familie zakjesdragers (Psychidae). De wetenschappelijke naam van deze soort is, als Melasina mylica, voor het eerst geldig gepubliceerd in 1908 door Edward Meyrick.

## Type
- syntypes: "2 males"
- instituut: BMNH, Londen, Engeland
- typelocatie: "Transvaal [South Africa, Limpopo], Pietersburg [Polokwane]"